# 7409-es mellékút (Magyarország)
A 7409-es számú mellékút egy közel hét kilométer hosszú, négy számjegyű országos közút Zala vármegye középső részén. A megyeszékhely Zalaegerszeg nyugati agglomerációjában fekvő településeket összekapcsoló utak egyike.

## Nyomvonala
A 7405-ös útból ágazik ki, annak 1,650-es kilométerszelvénye közelében, Teskánd központjában. Észak-északnyugat felé indul, Sport utca néven, de alig 300 méter után kilép a település házai közül, 650. méterszelvénye közelében kiágazik belőle északkelet felé a 74 304-es út, a 2009-ben átadott új Andráshida vasútállomáshoz. 950 méter után Boncodfölde területére lép, a község házait 3,3 kilométer után éri el; ott Dózsa György utca néven húzódik, majd a falu nyugati részében a Kossuth Lajos utca nevet viseli.
4,4 kilométer után hagyja el az előbbi falu belterületét, 5,2 kilométer után pedig Kávás területére lép. 5,8 kilométer előtt érkezik el a falu legkeletibb házai közé, ott északnyugat felé fordul; tovább egyenesen a 74 142-es út folytatódik a falu főutcájaként. 6,250-es kilométerszelvényénél keresztezi a Zalát és átlép Zalaszentgyörgy területére, 6,5 kilométer után a MÁV 25-ös számú Bajánsenye–Zalaegerszeg–Ukk–Boba-vasútvonalát is keresztezi, Zalaszentgyörgy megállóhely nyugati szélén. Néhány lépéssel ezután ér véget, a 7411-es útba torkollva, annak 1,250-es kilométerszelvénye táján.
Teljes hossza, az országos közutak térképes nyilvántartását szolgáló kira.gov.hu adatbázisa szerint 6,655 kilométer.

## Települések az út mentén
- Teskánd
- Boncodfölde
- Kávás
- Zalaszentgyörgy

## Zala-hídja
1965-ig a Zalát az út egy 15 nyílású, 64 méter hosszú, cölöpjármos fahíddal hidalta át, mely az ország leghosszabb cölöpözött hídjának számított.
Jelenlegi hídja a régi, elhasználódott híd helyett 1965-ben épült három nyílással, monolit vasbeton szekrényszerkezettel, 28,0 méteres legnagyobb nyílásközzel és 77,1 méteres teljes szerkezeti hosszal. Mivel a hídhoz csatlakozó út viszonylag korszerű kivitelben lett kiépítve, a terepszintből kiemelten keresztezve a Zala-völgyet, ezért volt szükség itt ilyen hosszú híd építésére.